# Poulet mukbil
 (février 2022).
Si vous disposez d'ouvrages ou d'articles de référence ou si vous connaissez des sites web de qualité traitant du thème abordé ici, merci de compléter l'article en donnant les références utiles à sa vérifiabilité et en les liant à la section « Notes et références ».
Le poulet mukbil ou poulet pibil (espagnol : mukbil pollo ou pibil pollo) est un plat traditionnel de la péninsule du Yucatán, au Mexique, préparé à partir de pâte de maïs, de saindoux, de chair de poulet et de divers assaisonnements, formant une sorte de grand tamal, enveloppé dans des feuilles de bananier et cuit lentement sous terre dans un píib, un four d'origine maya.

## Étymologie

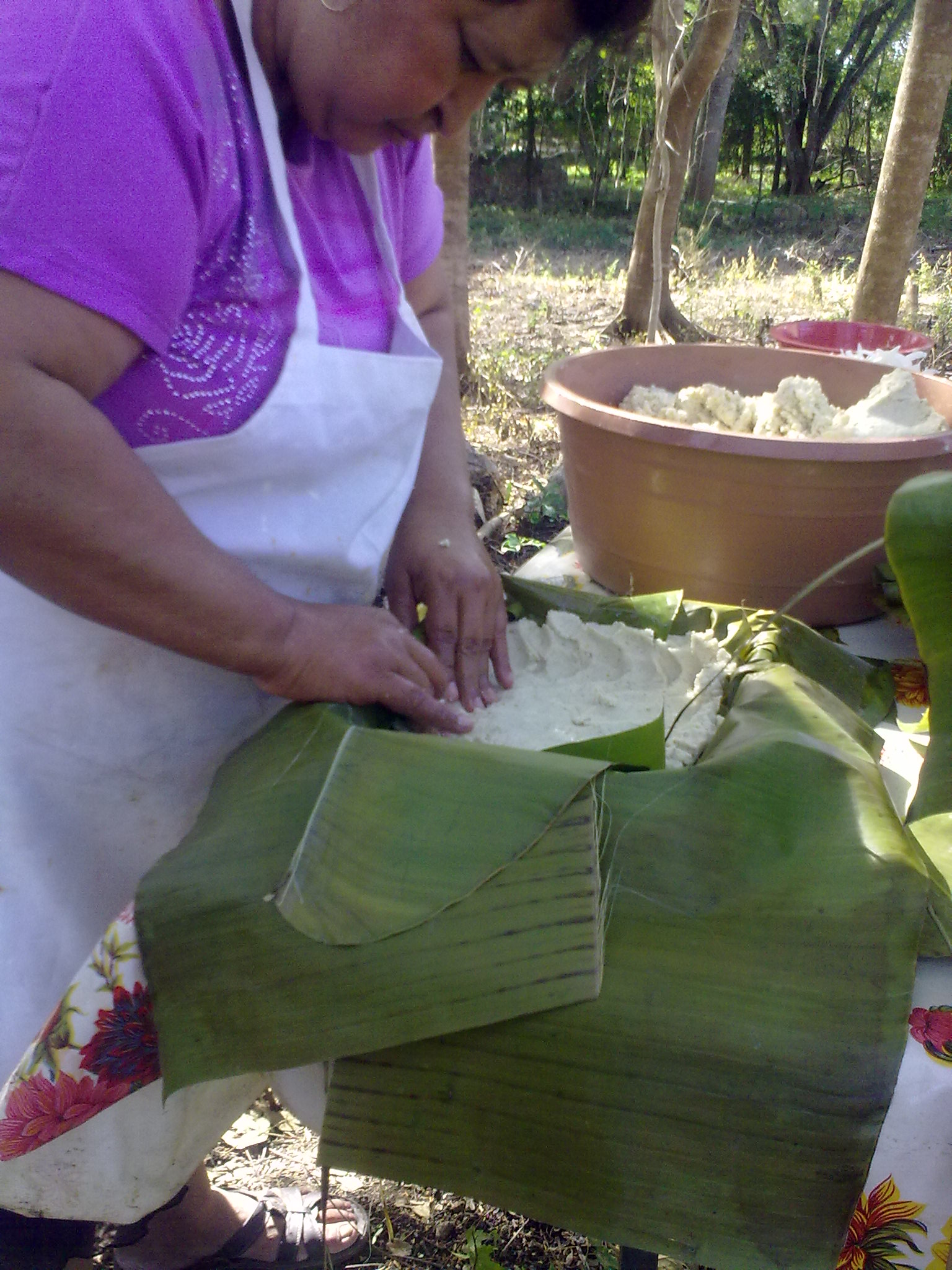
Préparation du poulet mukbil.

Mukbil pollo, dans certaines régions, est une combinaison d'un mot maya yucatèque et d'un mot espagnol ; mukbil signifie « enterré », car muk signifie « enterrer » et -bil est un suffixe indiquant un participe. Il signifie donc littéralement « poulet enterré ».
À Campeche, il est également connu sous le nom de pibil pollo ou pibipollo. Pibil vient de píib, « four », et du même suffixe -bil, qui signifie « poulet cuit au four ».
Parmi les personnes les moins informées sur la cuisine traditionnelle yucatèque, on l'appelle pib, mais ce mot désigne à l'origine le four où il est cuit, et non le tamal.

## Description

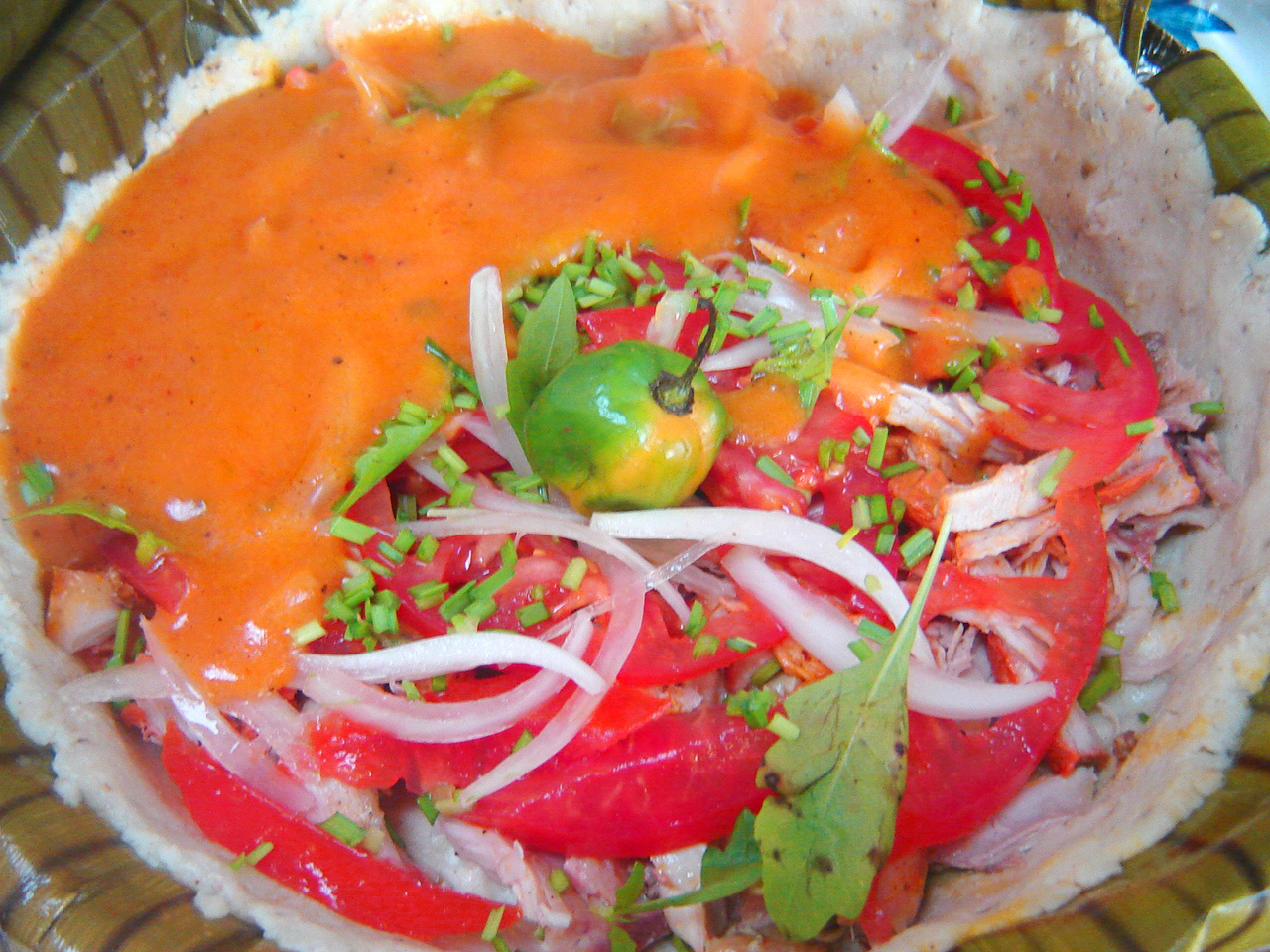
Avant la cuisson.

C'est une sorte de grand tamal, fait avec de la pâte de maïs nixtamalisée et du saindoux, enveloppé dans des feuilles de bananier. Il est traditionnellement rempli d'un ragoût de porc, de poulet (ou des deux) assaisonné de tomates, d'achiote, d'ail, de cumin, de poivre noir espagnol et de piment de la Jamaïque, de Tabasco, d'épazote, d'oignon et de piment doux. Une fois assemblé et farci, le poulet est trempé dans une généreuse sauce appelée kool, réalisée à partir du bouillon produit par la cuisson de la viande, à laquelle on ajoute de la pâte d'achiote, du piment habanero et de la pâte de maïs. Une fois farci et assaisonné, un couvercle est fabriqué à partir de la même pâte de maïs et enveloppé dans des feuilles de bananier grillées, en utilisant leurs côtes comme fils pour les attacher ensemble, formant ainsi un paquet.

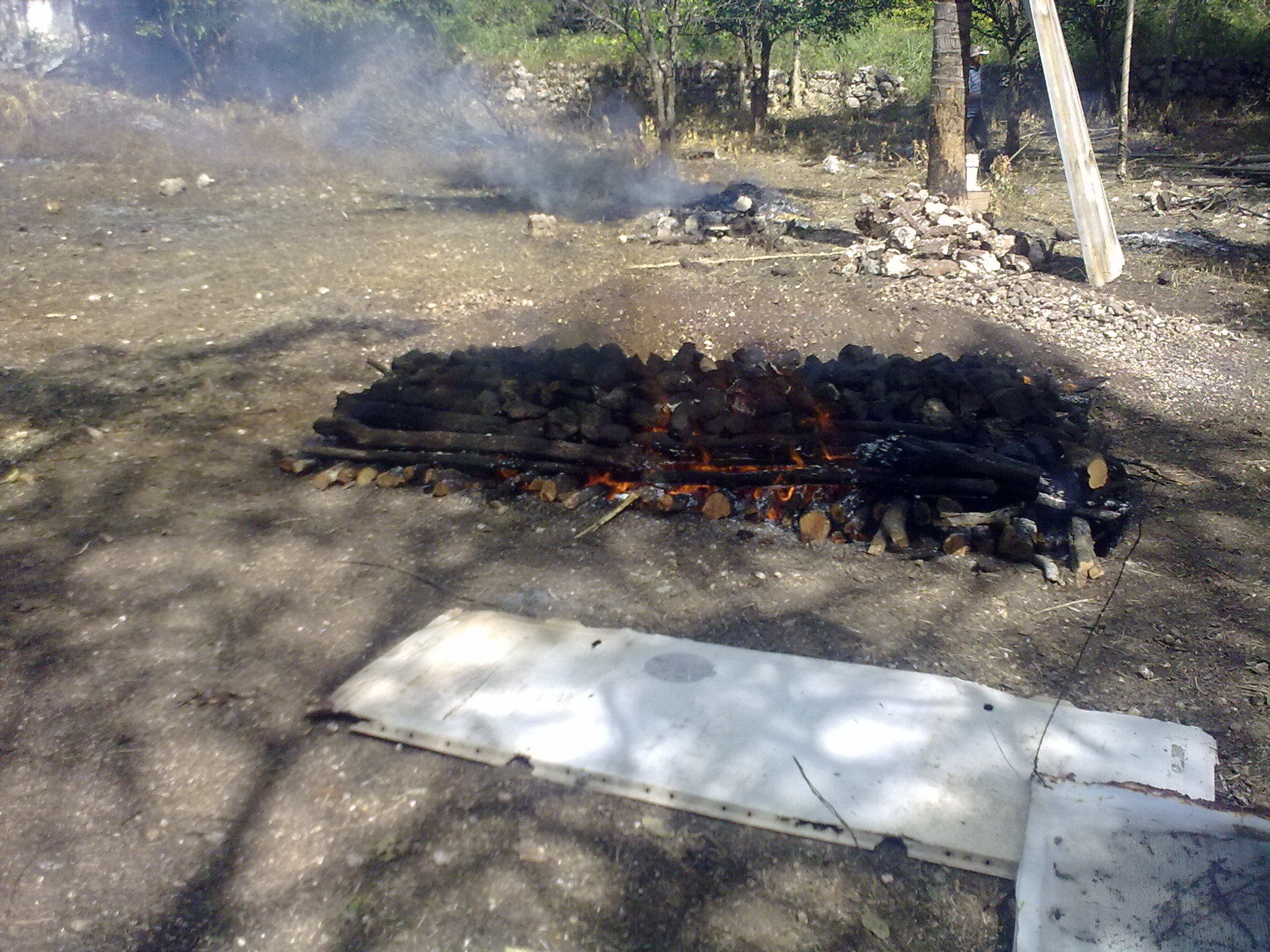
Le four.

Ce plat est cuisiné selon la technique maya connue sous le nom de pííb : cet aliment est cuit à l'intérieur d'un trou creusé à cet effet dans le sol, dans lequel on a construit une base en pierre calcaire, que l'on chauffe avec du bois de chauffage, puis le pííb est placé dans ce four et recouvert de feuilles sélectionnées (sans résines qui nuisent à la saveur) et de la même terre. La cuisson se fait grâce à la chaleur dégagée par le lit de pierres. Les matériaux utilisés pour la préparation du noyau et de sa couverture proviennent entièrement de la campagne yucatèque, comme dans le cas des feuilles d'henequen, dont la fibre est également utilisée pour lier la couverture en feuille de bananier du pííb et de diverses herbes locales. Le bois de chauffage provient de la plante légumineuse connue en langue maya sous le nom de chukum (« celui qui fait du charbon de bois ») car l'utilisation d'autres bois peut altérer négativement le goût. Le processus de cuisson de ce ragoût est pratiquement identique à celui du cochinita pibil (qui consiste en la construction et l'utilisation d'un four souterrain, dans lequel les poulets sont lentement cuits pendant des heures, pour être ensuite déterrés et consommés. C'est pour cette raison que ce ragoût est officieusement connu sous le nom de pib (la même technique utilisée dans la préparation du cochinita pibil).
Outre la recette la plus courante, décrite ci-dessus, les pibes peuvent être préparés de manière plus simple, avec de la masa, du saindoux et une variété locale de haricots (xpelón), ce qui donne un tamal au goût moins complexe. Plus récemment, des variétés modernes de ce plat sont apparues sur les marchés yucatèques, utilisant une variété de garnitures telles que du jambon et du fromage, des fruits de mer et même des variétés végétaliennes.

Préparation du poulet mukbil lors du Hanal Pixán
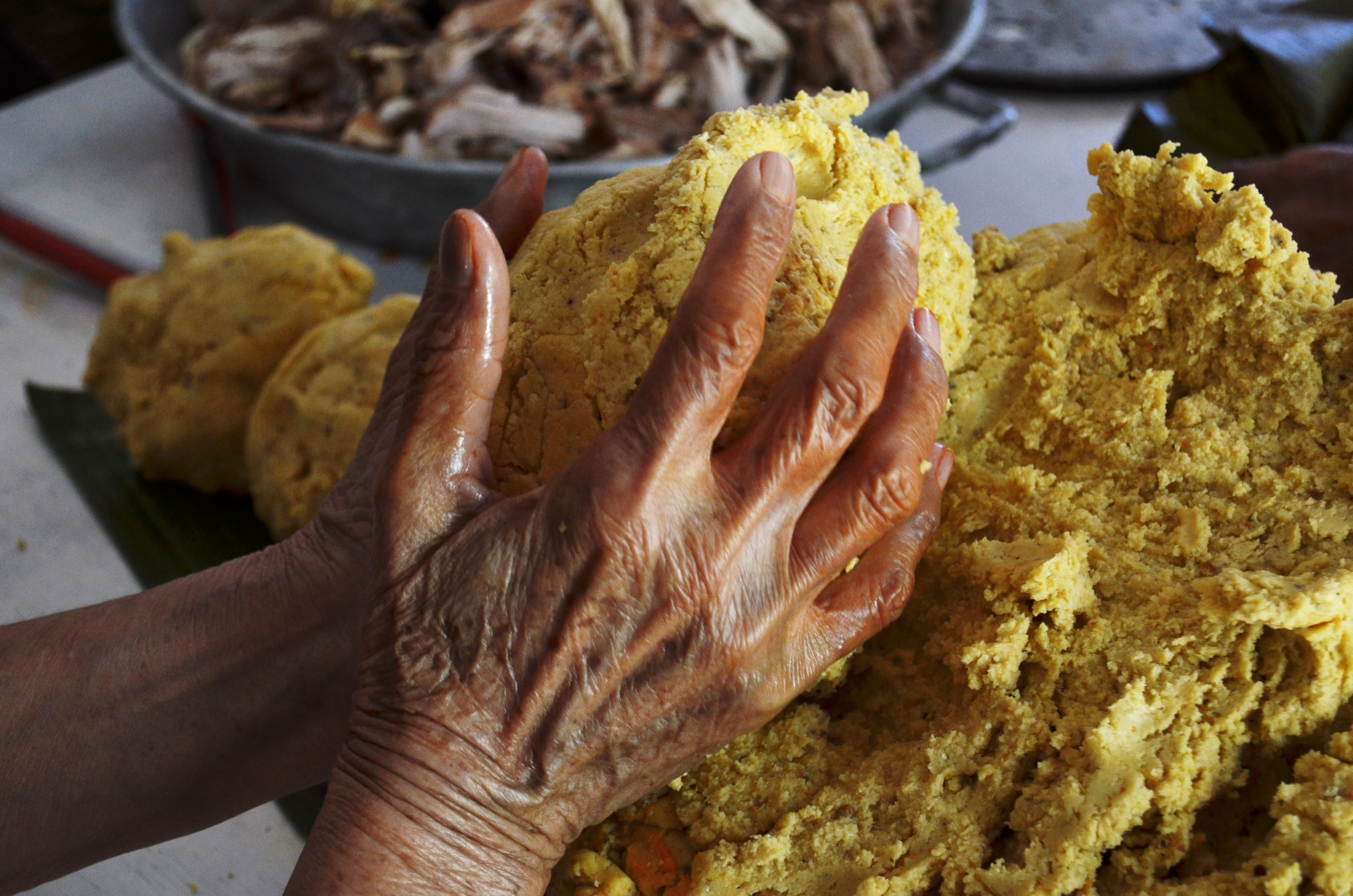
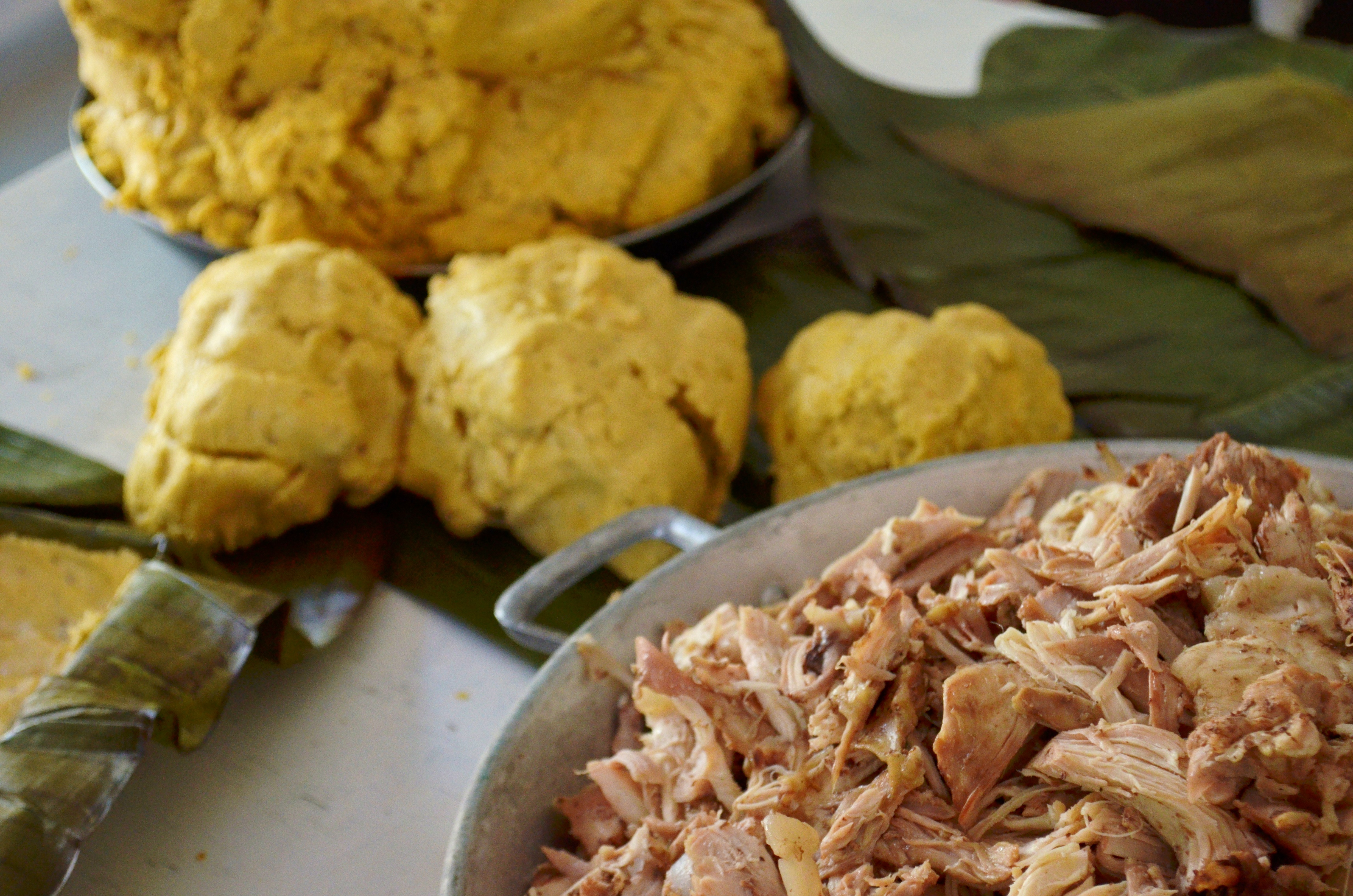
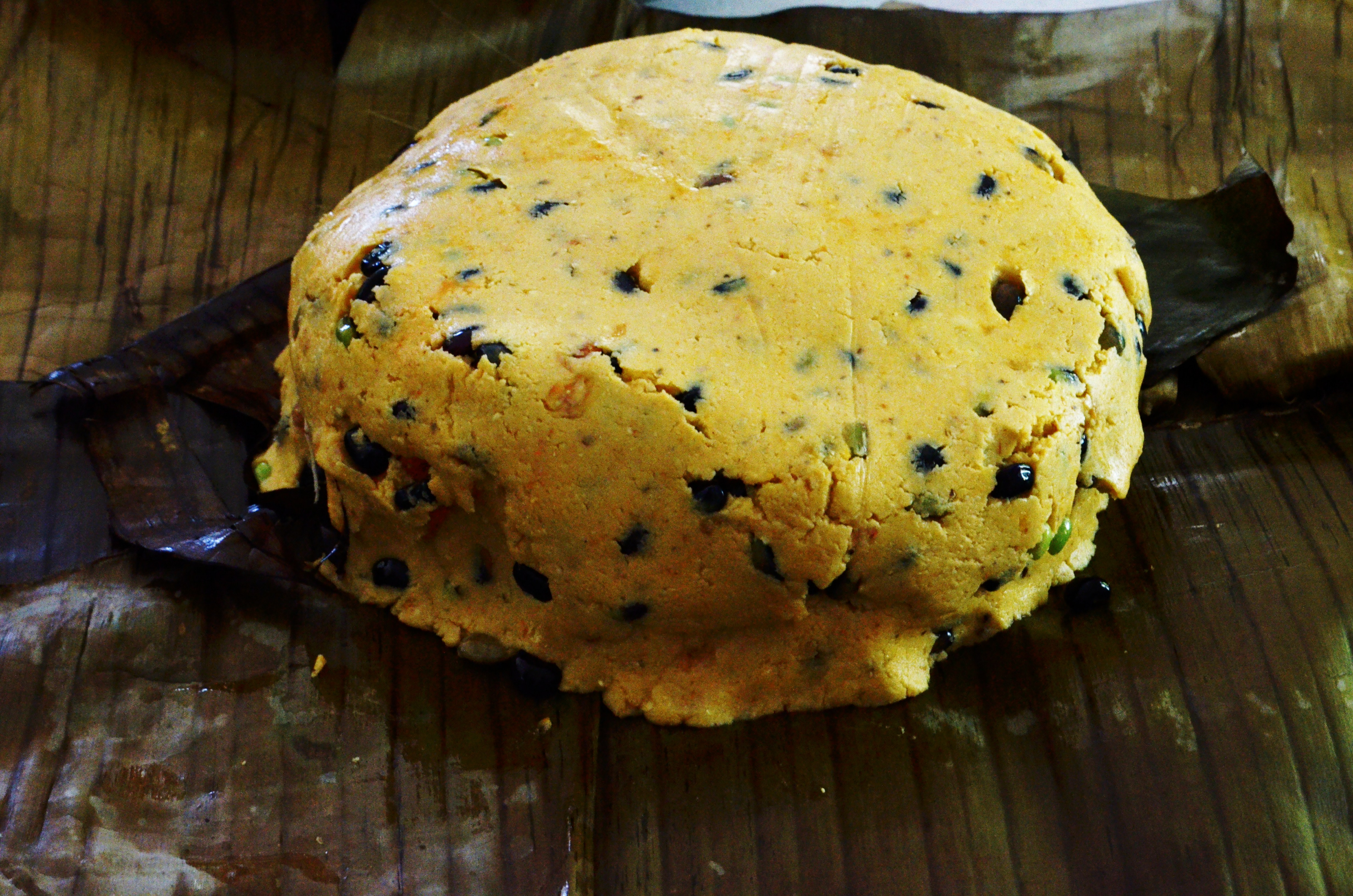
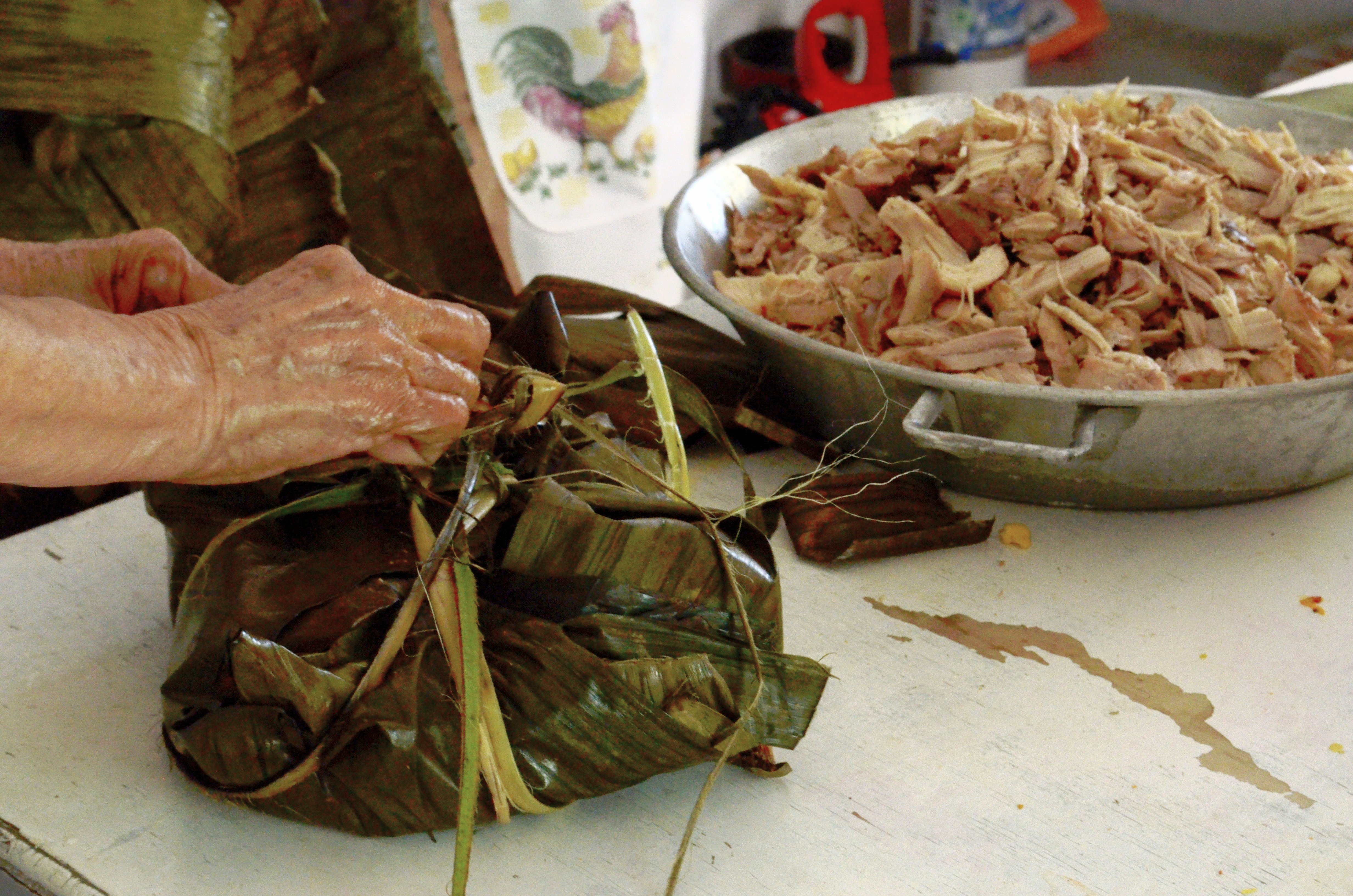
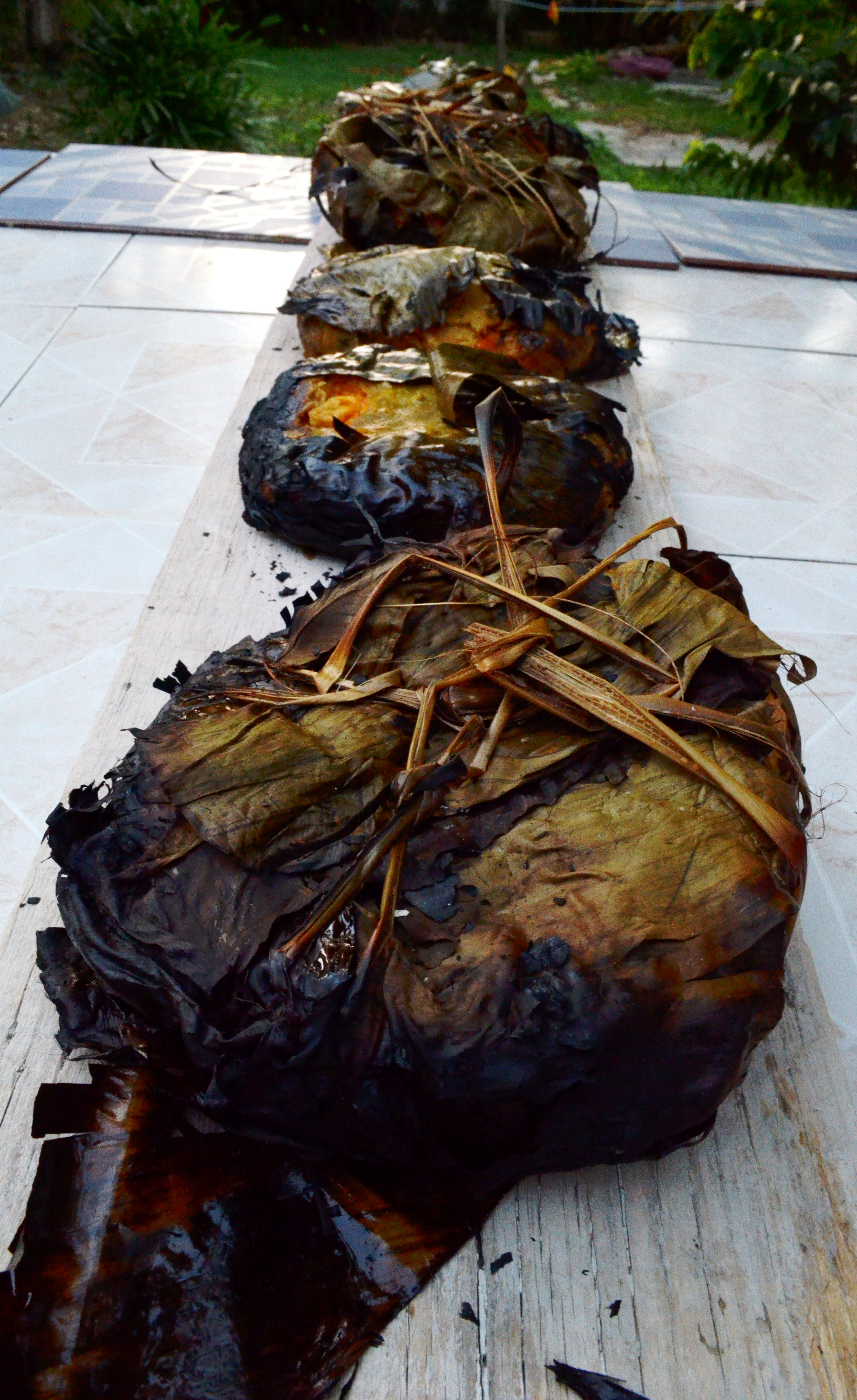